# Jules Pommery
Jules Pommery (ur. 22 stycznia 2001) – francuski lekkoatleta specjalizujący się w skoku w dal.
W 2019 startował zdobył złoto na mistrzostwach Europy juniorów w Borås. Brązowy medalista seniorskich mistrzostw Europy w Monachium (2022).
Złoty medalista mistrzostw Francji.
Rekordy życiowe: stadion – 8,17 (25 maja 2022, Ateny); hala – 7,97 (21 stycznia 2022, Lyon).

## Osiągnięcia
| Rok  | Impreza                        | Miejsce   | Pozycja           | Wynik |
| ---- | ------------------------------ | --------- | ----------------- | ----- |
| 2019 | Mistrzostwa Europy juniorów    | Borås     | 1. miejsce        | 7,83  |
| 2021 | Młodzieżowe mistrzostwa Europy | Tallinn   | 4. miejsce        | 7,71  |
| 2022 | Mistrzostwa Europy             | Monachium | 3. miejsce        | 8,06  |
| 2023 | Halowe mistrzostwa Europy      | Stambuł   | el. –             | NM    |
| 2023 | Młodzieżowe mistrzostwa Europy | Espoo     | 4. miejsce        | 7,64  |
| 2023 | Mistrzostwa świata             | Budapeszt | el. – 37. miejsce | 7,23  |
| 2024 | Mistrzostwa Europy             | Rzym      | el. – 24. miejsce | 7,72  |